# Mocidade Amazonense (São Paulo)
Bloco Mocidade Amazonense
GRCBC Mocidade Amazonense é um Bloco de Enredo da cidade de São Paulo.

## História
O Bloco Mocidade Amazonense, foi fundado em 1983 por moradores do distrito da Ponte Rasa, entre eles, destacavam-se José Luiz Barbosa, o Reco; o padre Ticão da Igreja de São Francisco de Assis; e o presidente da Associação de Moradores da Favela de Santa Inês, Santos Mendes Teixeira.
Alguns dos fundadores eram oriundos do Guarujá, e daí veio a inspiração para o nome da escola: A escola de samba daquela cidade GRCES Mocidade Amazonense. Apesar disso, quem batizou o bloco foi o Colorado do Brás, escola tradicional da capital paulista.
O bloco foi campeão do Grupo 1 (segunda divisão) Leste em 2001.
Em 2008 o bloco foi campeão novamente do Grupo 1 de Blocos no desfile que exaltou Pinah "Cinderela Negra" com um belo desfile assinado pelo carnavalesco Robson ficando na 2ª colocação pelo Grupo 1 dos Blocos e subindo para o grupo Especial de Blocos.
Em 2009 passou a integrar definitivamente o Grupo Especial dos Blocos quando houve a junção dos grupos e ficou na 12ª posição com o tema "Olhai nosso verde!"
Mais foi em 2010 com o desfile em homenagem ao Programa No Mundo do Samba do comunicador Raul Machado, o tema enredo do carnavalesco Danilo Dantas fez com que o bloco obtivesse sua melhor colocação entre os blocos especiais perdendo o título por décimos e desfilando com um dos carros mais comentados do ano.[carece de fontes?]
Em 2011 abordou em seu carnaval os 60 anos da televisão brasileira e melhorou mais uma vez sua posição ficando na 6 ª colocação com mais um desfile assinado pelo carnavalesco Danilo Dantas.
Em 2012 a escola ficou somente na 8ª posição com um desfile falando da pimenta "Amazonense apimentando o parque da Luz" com samba e tema de Camilo Augusto Neto.

## Segmentos

### Presidentes
| Nome                | Mandato    | Ref.  |
| ------------------- | ---------- | ----- |
| Marcelo Garcia Leal | 2016       | [ 3 ] |
|                     | atualidade |       |

### Presidentes de honra
| Nome                               | Mandato    | Ref. |
| ---------------------------------- | ---------- | ---- |
| Francisco de Assis Derolle "Chico" | atualidade |      |

## Carnavais
| Ano  | Colocação                  | Grupo            | Enredo | Carnavalesco         | Intérprete                                                      | Ref   |
| ---- | -------------------------- | ---------------- | --- | -------------------- | --------------------------------------------------------------- | ----- |
| 2008 | 2º lugar                   | Blocos Grupo 1   | Pina A Cinderela Negra | Robson Silva         |                                                                 |       |
| 2009 | 12º lugar                  | Blocos Especiais | Olhai o nosso verde | Robson Silva         |                                                                 |       |
| 2010 | 7º lugar                   | Blocos Especiais | O Mundo do samba na tela do computador... Um clique para a folia!                                                                                         | Danilo Dantas        |                                                                 |       |
| 2011 | 6º lugar                   | Blocos Especiais | TV - A fantástica máquina das emoções - 60 anos encantado corações!                                                                                       | Danilo Dantas        |                                                                 |       |
| 2012 | 8º lugar                   | Blocos Especiais | " Amazonense apimentando o Parque da Luz" | Comissão de carnaval |                                                                 |       |
| 2013 | 10º lugar                  | Blocos Especiais | De Repente 30 |                      |                                                                 |       |
| 2014 | 6º                         | Blocos Especiais | Varre-Vila |                      |                                                                 | [ 4 ] |
| 2015 | 14º lugar                  | Blocos Especiais | És minha vida, não te esquecerei jamais, Amazonense faz a festa nos 40 anos do Colorado do Brás Compositores:Danilo Dantas, Lucas Donato e Renato Atração |                      |                                                                 | [ 3 ] |
| 2016 | Campeão Desclassificado    | Blocos Especiais | Tatuapé, ser feliz é ter você no coração | Comissão de Carnaval | André Ricardo e Adriano                                         | [ 5 ] |
| 2017 | Vice Campeão               | Blocos Especias  | São Jorge | Comissão de Carnaval | André Ricardo/Jacopete/ Tenor                                   |       |
| 2018 | 6º lugar                   | Blocos Especiais | Marchinhas | Comissão de Carnaval | André R Rica r do/Nego Kinho                                    |       |
| 2019 | Campeã                     | Blocos Especiais | "Acorda Brasil, o Luxo do Lixo" Uma festa do povo das ruas                                                                                                | Comissão de Carnaval | André Ricardo / Nego Kinho / Gisele / Guilherme                 |       |
| 2020 | Vice Campeão               | Blocos Especiais | Medo de Arrepiar | Comissão de Carnaval | André R Rica r do/Nego Ki n ho/Gisele/ Guilhe r me/Demétria     |       |
| 2021 | NÃO HOUVE DESFILE PANDEMIA |                  | PANDEMIA |                      | Pandemia                                                        |       |
| 2022 | Vice Campeão               | Blocos Especiais | Xô Preconceito | Comissão de Carnaval | André R icar d o/Nego Kin h o/Gise le/ Guilherme/Gijio/Demétria |       |
| 2023 | 4° Lugar                   | Blocos Especiais | Amazonia e suas belezas naturais | Comissão de Carnaval | André Ricardo/Nego Kinho/Gisele/ Guilherme/Gijio                |       |
| 2024 | 4° Lugar                   | Blocos Especiais | As 4 Estações | Comissão de Carnaval | André Ri ica r do/Nego Ki n ho/Gis e le/Tenor                   |       |